# Senecio morrisonensis
Senecio morrisonensis là một loài thực vật có hoa trong họ Cúc. Loài này được Hayata miêu tả khoa học đầu tiên năm 1911.